# Unseeing Eyes
Pour plus de détails, voir Fiche technique et Distribution.
Unseeing Eyes est un film américain réalisé par Edward H. Griffith et sorti en 1923.

## Synopsis
La sœur du propriétaire d'une mine d'argent engage un pilote pour voler au secours de son frère.

## Fiche technique
- Autre titre : A Reconquistada
- Réalisation : Edward H. Griffith
- Scénario : Bayard Veiller d'après Snowblind d'Arthur Stringer
- Production :  Cosmopolitan Productions
- Distribution : Goldwyn Pictures
- Lieu de tournage : Invermere (Colombie-Britannique)
- Durée : 90 minutes
- Date de sortie : 18 novembre 1923

## Distribution
- Lionel Barrymore : Conrad Dean
- Seena Owen : Miriam Helston
- Louis Wolheim : Laird

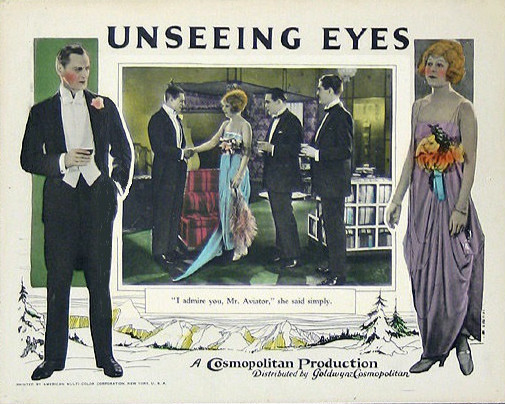
Carte promotionnelle du film.

- Gustav von Seyffertitz : père Paquette
- Walter Miller : Dick Helston
- Charles Beyer : M. Arkwright
- Helen Lindroth : Mme Arkwright
- Mayo Methot (non créditée) : une jeune femme